# Karuizawa
Karuizawa, (japanska: 軽井沢町?, Karuizawa-machi), är en landskommun (köping)  i Nagano prefektur i Japan. Orten ligger 150 km nordväst om Tokyo och har cirka 19 000 invånare.
Karuizawa är ett populärt turistmål för tokyoborna. Traditionell sevärdhet i staden är den historiskt berömda shoppinggatan Ginza.
Orten är kanske framförallt känd genom dess idrottsliga evenemang. 1963 hölls världsmästerskapen i skridsko, där Jonny Nilsson spelade en framträdande roll. Under OS 1964 avhölls hästsporten i staden och i OS 1998 stod orten som värd för curlingtävlingarna. Därmed är Karuizawa hittills (2015) den enda platsen som stått värd för både sommar- och vinterspel.
Karuizawa är en station på Hokuriku Shinkansen som ger orten förbindelse med höghastighetståg till bland annat Tokyo.